# Podkraj
Podkraj (in italiano tra le due guerre Podicrai, Podicrai del Piro o Pocreo del Piro, in epoca asburgica in tedesco Podkrai) è un centro abitato della Slovenia, insediamento (naselje) del comune di Aidussina. È capoluogo di una comunità locale, una delle 28 in cui si suddivide il comune, che include anche i vicini insediamenti di Bela, Višnje e Vodice.

## Storia
In epoca asburgica il centro abitato costituiva un comune autonomo del Ducato di Carniola (a sua volta inserito fino al 1846 nel Regno d'Illiria). La località era nota con il toponimo tedesco di Podkrai (o Podkray) e con quello sloveno di Podkraj. Nella seconda metà del XIX secolo il comune si ingrandì, inglobando anche i vicini comuni catastali di Višnje (in tedesco Wischne o Wischnach), che includeva anche il villaggio di Bela, e Vodice (in tedesco Wodize). Dal punto di vista amministrativo il comune faceva parte del distretto di Postumia e del distretto giudiziario di Vipacco.
Dopo la prima guerra mondiale e il Trattato di Rapallo passò, come tutta la Venezia Giulia, al Regno d'Italia; il toponimo venne italianizzato in Podicrai (dal 1923 Podicrai del Piro, successivamente Pocreo del Piro), e il comune venne inserito nel circondario di Gorizia della provincia del Friuli. La circoscrizione territoriale rimase la medesima che in epoca asburgica, includendo le frazioni di Bella/Bella di Vipacco (Bela), Visne (Višnje) e Vodizze/Vodize in Selva di Piro (Vodice). Nel 1927 il comune passò alla nuova provincia di Gorizia, e dopo pochi mesi venne aggregato al comune di Zolla.
Nel 1947, in seguito alla seconda guerra mondiale e ai Trattati di Parigi, il territorio passò alla Jugoslavia. Dal 1991 Podkraj fa parte della Slovenia e costituisce un insediamento del comune di Aidussina.

## Monumenti e luoghi di interesse
Nei pressi del villaggio di Hrušica si trovano i resti dell'antica fortezza romana di Ad Pirum.